# Eschert
Eschert je obec v okrese Bernský Jura v kantonu Bern ve Švýcarsku. Žije zde 376 obyvatel.

## Geografie
Eschert leží v nadmořské výšce 596 m, vzdušnou čarou 2 km východně od městečka Moutier . Obec se nachází na ostrohu na severním úpatí masivu Graitery v pohoří Jura, v údolí, které je známé také jako Grand Val.
Území obce o rozloze 6,6 km² pokrývá část údolí Grand Val. Severní hranici Eschertu tvoří převážně potok La Raus, který odvodňuje údolí směrem na západ k řece Birs. Úzký roh území zasahuje do nižšího jižního svahu hory Mont Raimeux, která se zvedá na severní straně údolí. Na jihu zasahuje území obce až k hřebeni Graitery, na Graitery do výšky 1240 m n. m. a na východě na přilehlý vrch Oberdörferberg (nejvyšší bod Eschertu) do výšky 1297 m n. m. Na východě se nachází vrchol Eschert. Na vrcholu Graitery se nacházejí jurské vysokohorské pastviny s typickými mohutnými smrky, které zde stojí buď jednotlivě, nebo ve skupinách. Strmý severní svah Graitery je hustě zalesněný a protkaný pásy vápencových skal. Dva potoky si zde vyhloubily erozní údolí. V roce 1997 byla 3 % rozlohy obce pokryta zastavěná plocha, 55 % lesy a lesními porosty a 42 % zemědělstvím.
K Eschertu patří čtvrť Sous la Rive (540 m n. m.) na dně údolí řeky Raus a několik jednotlivých farem. Sousedními obcemi Eschertu jsou Court, Moutier, Belprahon a Grandval v kantonu Bern a Welschenrohr-Gänsbrunnen v kantonu Solothurn.

## Historie
První písemná zmínka o Eschertu pochází z roku 1179 pod jménem Escert, později se objevuje i jméno Echert. Až do konce 18. století spadala obec pod opatství Moutier-Grandval v basilejském knížecím biskupství. V roce 1733 padla řada domů za oběť požáru vesnice. V letech 1797–1815 patřil Eschert k Francii a zpočátku byl součástí départementu Mont-Terrible, který byl v roce 1800 sloučen s départementem Haut-Rhin. Na základě rozhodnutí Vídeňského kongresu se Eschert v roce 1815 stal součástí okresu Moutier v kantonu Bern. Od roku 1967 probíhá spolupráce na komunální úrovni se sousedními obcemi v oblasti zásobování vodou, čištění odpadních vod a základní školy.

## Obyvatelstvo
| Vývoj počtu obyvatel | Vývoj počtu obyvatel | Vývoj počtu obyvatel | Vývoj počtu obyvatel | Vývoj počtu obyvatel | Vývoj počtu obyvatel | Vývoj počtu obyvatel | Vývoj počtu obyvatel | Vývoj počtu obyvatel | Vývoj počtu obyvatel | Vývoj počtu obyvatel | Vývoj počtu obyvatel |
| -------------------- | -------------------- | -------------------- | -------------------- | -------------------- | -------------------- | -------------------- | -------------------- | -------------------- | -------------------- | -------------------- | -------------------- |
| Rok                  | 1850                 | 1900                 | 1910                 | 1930                 | 1950                 | 1960                 | 1970                 | 1980                 | 1990                 | 2000                 |                      |
| Počet obyvatel       | 208                  | 295                  | 313                  | 329                  | 328                  | 322                  | 358                  | 312                  | 317                  | 356                  |                      |

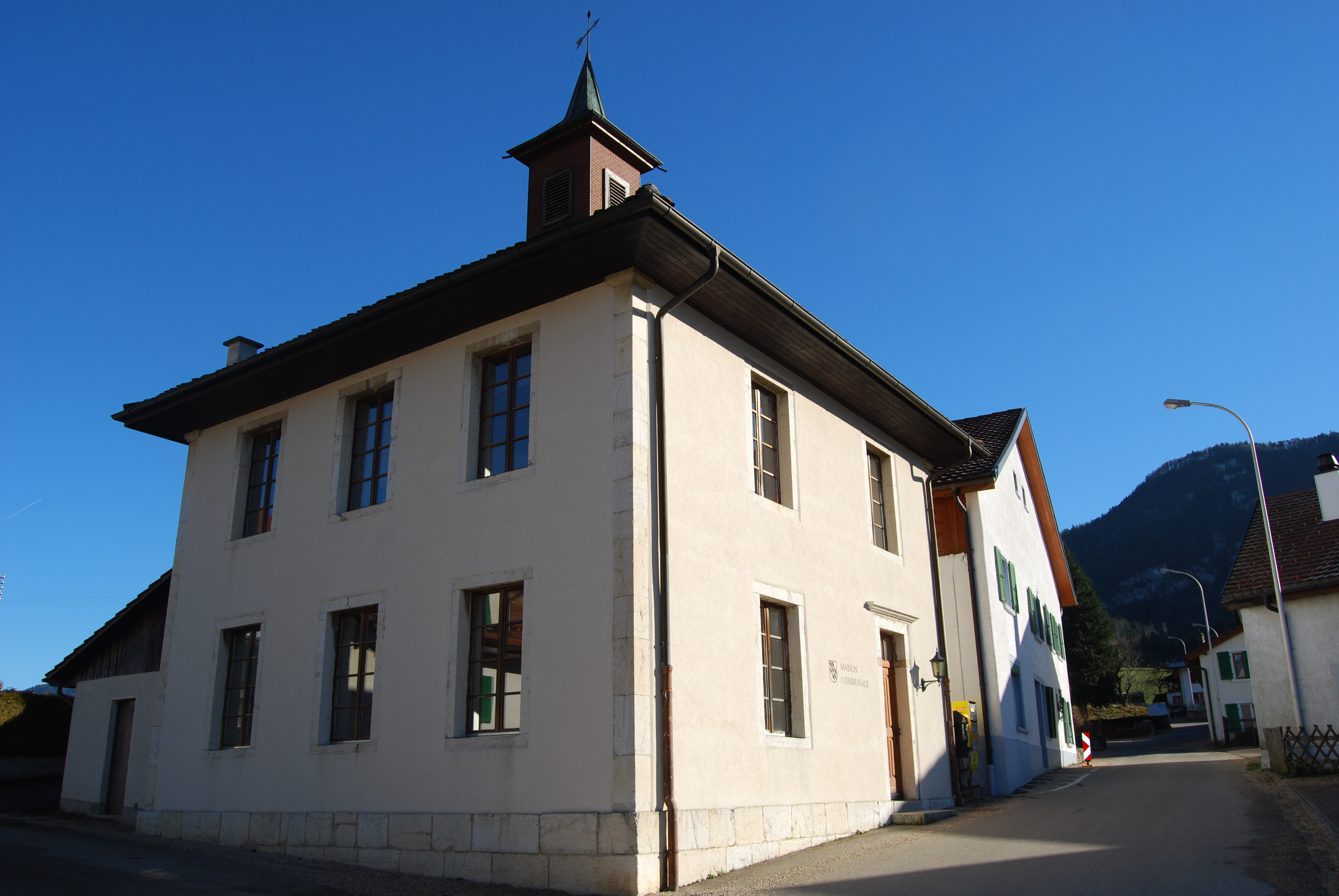
Obecní úřad

83,7 % obyvatel hovoří francouzsky, 8,2 % německy a 2,8 % italsky (údaj z roku 2000).

## Hospodářství
Až do druhé poloviny 20. století se Eschert vyznačoval především zemědělstvím. V posledních desetiletích se Eschert postupně vyvinul v rezidenční obec. Mimo primární sektor nabízí obec jen několik pracovních míst, především v místních drobných podnicích (automechanici a stavební řemesla). Mnoho zaměstnanců proto dojíždí za prací do Moutier.

## Doprava

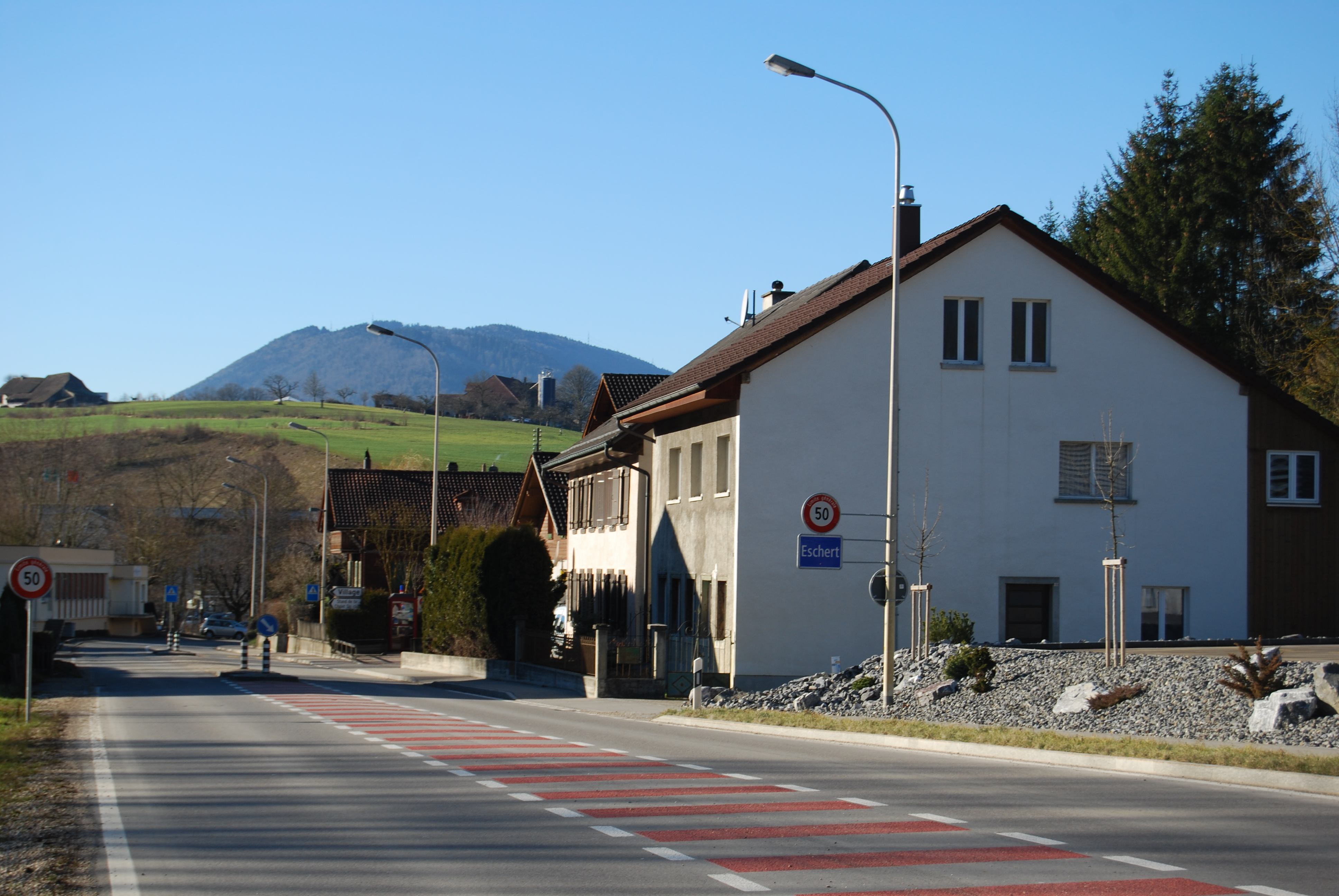
Silnice v centru obce

Do obce vede krátká odbočka z hlavní silnice Moutier–Balsthal. Okolo obce vede dálnice A16 přes pohoří Jura, napojená na švýcarskou i francouzskou dálniční síť, s křižovatkou východně od Moutier, asi 1 km od Eschertu. Obec je napojena na veřejnou dopravu autobusovou linkou, která jezdí mezi Moutier, Eschertem a Belprahonem.